# Fletcherea
Fletcherea is een geslacht van vlinders van de familie Uilen (Noctuidae), uit de onderfamilie Cuculliinae.

## Soorten
- F. gemmella (Saalmüller, 1891)
- F. humberti Viette, 1961
- F. minuscula (Kenrick, 1917)
- F. pauliani Viette, 1961
- F. perrieri Viette, 1961
- F. pratti Viette, 1961